# Guiers
Pour les articles homonymes, voir Guiers (homonymie).
Ne doit pas être confondu avec lac de Guiers.
Le Guiers [ɡje] est une rivière française qui naît dans les Préalpes de Savoie, et traverse l'Isère en région Auvergne-Rhône-Alpes. C'est un affluent de la rive gauche du Rhône.

## Géographie

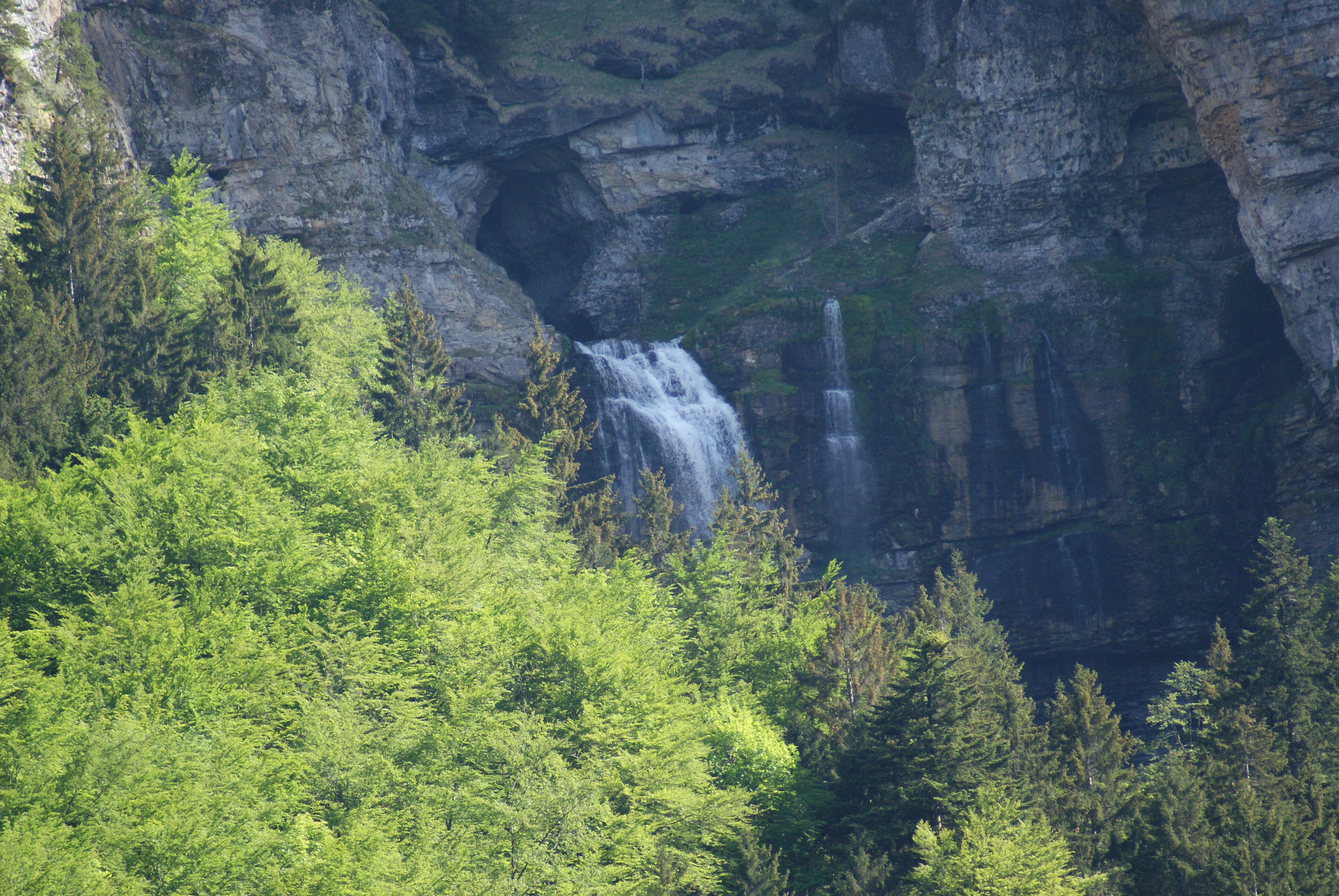
Cirque de Saint-Même : résurgence du Guiers vif.

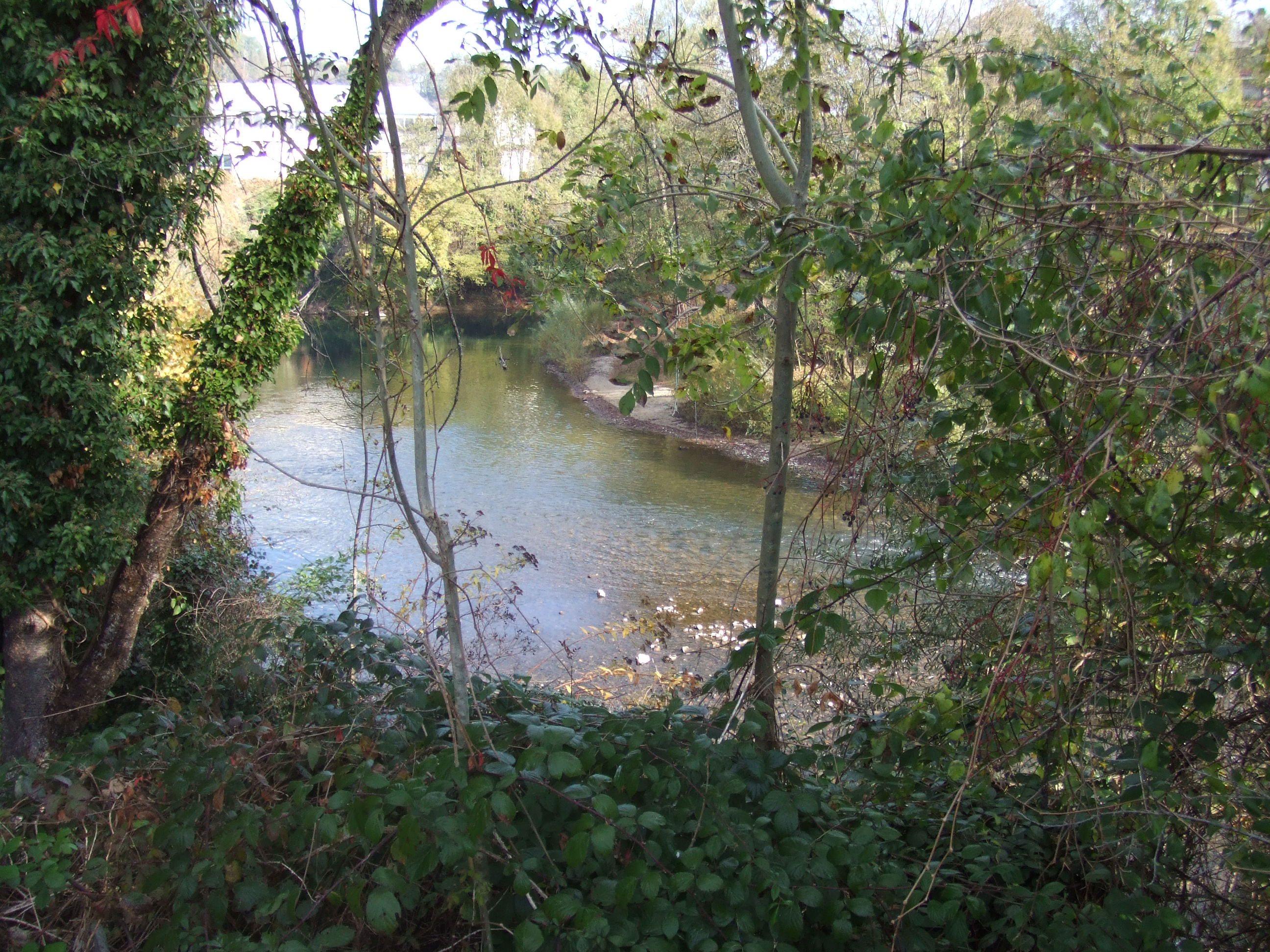
Le Guiers après le pont François Ier des deux villes de Le Pont-de-Beauvoisin.

D'une longueur de 49,9 kilomètres, le Guiers est la réunion à Entre-deux-Guiers, à la sortie de la plaine du Guiers, de deux cours d'eau venant tous deux du massif de la Chartreuse : le Guiers vif (né à Saint-Pierre-d'Entremont en Savoie) et le Guiers mort (né à Saint-Pierre-de-Chartreuse en Isère) qui passe ensuite à Saint-Laurent-du-Pont. Tous deux traversent la montagne par des gorges pittoresques : les gorges du Guiers vif et les gorges de l'Échaillon pour le Guiers Vif d'une part et les gorges du Guiers mort pour le Guiers mort d'autre part puis les gorges de Chailles en aval de leur confluence.
Il se jette dans le Rhône, en aval de Saint-Genix-sur-Guiers (Savoie).
Dans son cours moyen et inférieur, il matérialise la limite entre les départements de la Savoie et de l'Isère, ancienne frontière entre la France et les États de Savoie.

## Hydrologie
Le bassin versant du Guiers est de 609 km2.

### Le Guiers à Romagnieu
Le débit moyen interannuel du Guiers a été observé et calculé pendant une période de 19 ans à Romagnieu localité située à 5 kilomètres du confluent et toute proche de Saint-Genix-sur-Guiers. Il se monte à 16 m3/s pour une surface de bassin de 575 km2, soit la presque totalité de son bassin versant. La rivière présente des fluctuations saisonnières de débit typiques d'un régime nivo-pluvial à composante nivale, avec une longue période de hautes eaux (novembre à début juin). Les hautes eaux présentent un double sommet. Le premier sommet de 17,5 m3/s en décembre est suivi d'une baisse à 15 m3/s en janvier. Puis les débits s'accroissent jusqu'au deuxième et plus important sommet allant de 20,7 à 22,5 m3/s en mars-avril-mai (avec un maximum en avril). Survient alors une chute rapide des débits, se terminant en une période d'étiage en juillet-septembre, avec baisse du débit moyen mensuel jusqu'à l'étiage au niveau de 9,3 m3/s au mois d'août, ce qui reste assez confortable, comparé aux étiages de la très grande majorité des cours d'eau français.

### Étiage ou basses eaux
Aux étiages, le VCN3 peut chuter jusque 2,46 m3/s, en cas de période décennale sèche, ce qui est loin d'être sévère.

### Crues
Les crues peuvent être assez importantes comme partout dans cette zone, quoique largement inférieures à ce qui prévaut plus au sud dans le bassin versant du Rhône.
Le QIX 2 et le QIX 5 valent respectivement 121 et 146 m3/s. Le QIX 10, ainsi que le QIX 20 et le QIX 50 ne sont pas disponibles.
Le débit maximal mesuré à Romagnieu est de 123 m3/s.

### Lame d'eau et débit spécifique
Au total, le Guiers est une rivière fort abondante, bien alimentée par des précipitations elles aussi abondantes, dans les régions des Préalpes de Savoie. La lame d'eau écoulée dans le bassin versant de la rivière est de 882 millimètres annuellement, ce qui est élevé, mais tout à fait normal dans les départements savoyards. Le débit spécifique (ou Qsp) atteint 27,8 litres par seconde et par kilomètre carré de bassin.

## Affluents
De la source vers le confluent
- Le Guiers vif (rd[note 1])
  - Le Cozon, affluent du Guiers Vif
- Le Guiers mort
- Le ruisseau d'Aigue Noire (rd)
- L'Herrétang (rg)
- Le ruisseau de Pissevieille (rd)

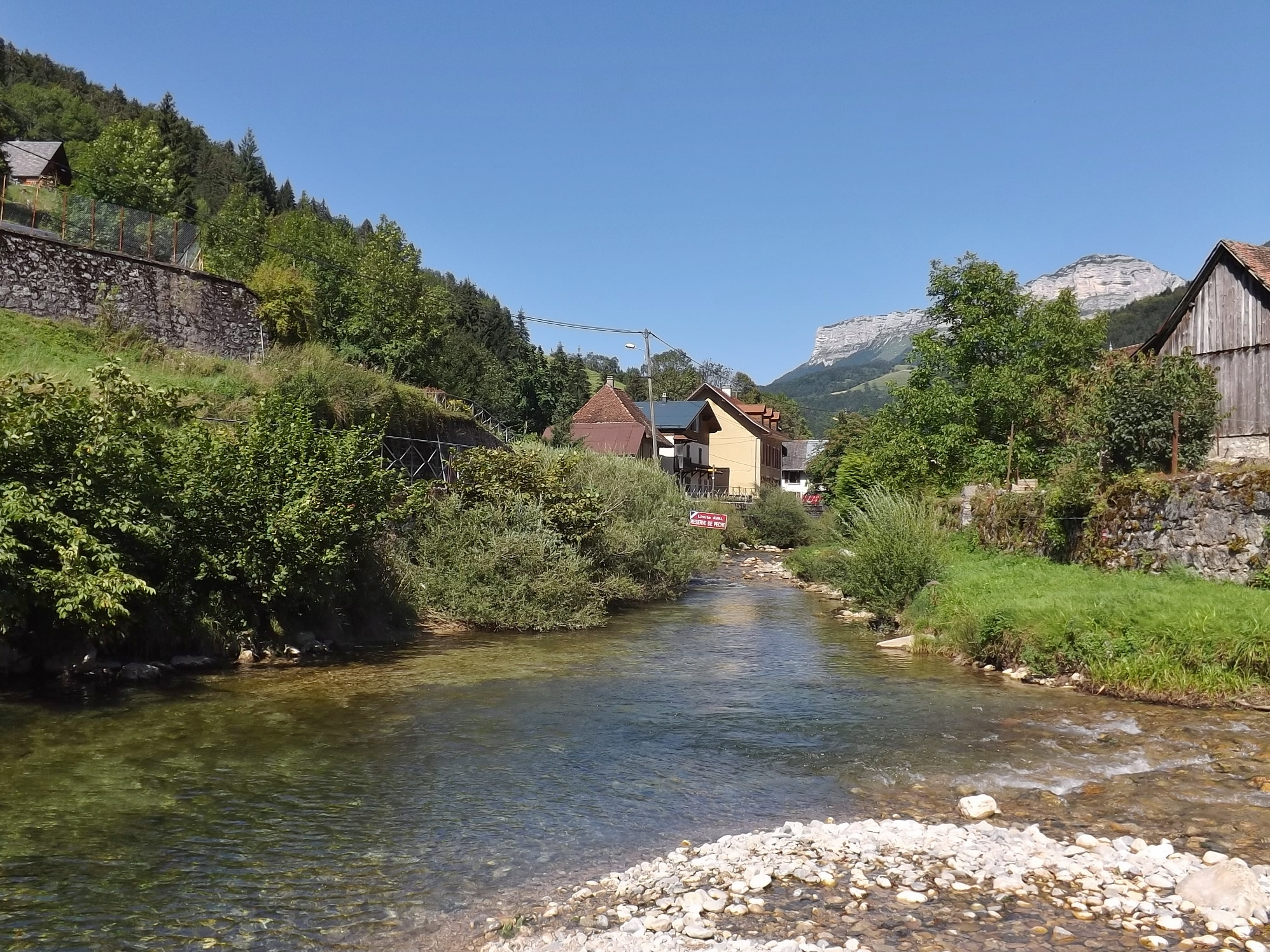
Confluence du Cozon et du Guiers vif à Saint-Pierre-d'Entremont en Savoie.

- Le Thiers ou  Tiers  ou  Tier  (rd)
- L'Ainan

## Principaux Sites
- Cirque de Saint-Même, cirque naturel (grotte et cascades)
- Saint-Pierre-de-Chartreuse, avec son importante architecture civile et religieuse, dont le monastère de la Grande Chartreuse.
- Le Pont-de-Beauvoisin (Savoie), église des Carmes, source Saint-Félix, pont François Ier, cité du meuble
- La jolie petite ville de Saint-Genix-sur-Guiers, avec ses maisons anciennes du XVe au XVIIIe siècle et son pont.
- Les gorges du Guiers vif et les gorges du Guiers mort.
- L'ancienne ville romaine d'Aoste (en latin : Augustum), son église romane Saint-Didier, son musée gallo-romain.